# Batman Returns (jeu vidéo, 1992, Atari)
Pour les articles homonymes, voir Batman Returns (homonymie).
Batman Returns est un jeu vidéo d'action développé et édité par Atari Corporation, sorti en 1992 sur Atari Lynx.

## Accueil
- Aktueller Software Markt : 9/12[1]
- IGN : 8/10[2]